# شاهزاده فرنتس باواریا
شاهزاده فرنتس باواریا (آلمانی: Franz Maria Luitpold Prinz von Bayern) (10 اکتبر 1875 – ۲۵ ژانویه ۱۹۵۷) یکی از اعضای خاندان سلطنتی باواریا ویتلسباخ و یک سرلشکر در ارتش باواریا بود.

## اوایل زندگی و حرفه نظامی
فرنتس در قلعه لویشتتن، اشتارنبرگ (اشتاقنبرگ)، باواریا به دنیا آمد. او سومین پسر شاه لودویگ سوم باواریا و همسرش دوشس بزرگ ماریا ترزیا از اتریش-استه بود. در ابتدا، فرنتس به عنوان فرمانده هنگ دوم پیاده‌نظام شاهنشاهی خدمت می‌کرد. اما کمی قبل از شروع جنگ جهانی اول، فرماندهی تیپ سوم پیاده‌نظام باواریا به او واگذار شد، که بعدها تغییر یافته و به فرماندهی تیپ چهارم پیاده‌نظام باواریا تبدیل شد. شاهزاده فرنتس این تیپ را در فورت دوئومونت ، پاشندیل و کملبرگ رهبری کرد و در تمامی آن‌ها به پیروزی دست یافت.
وی برای رهبری مثال زدنی خود در طول این عملیات، در ۲۵ مه ۱۹۱۶ صلیب شوالیه نشان نظامی مکس جوزف را دریافت کرد و در ۲۸ اکتبر ۱۹۱۶ فرماندهی کل چهارم لشکر پیاده‌نظام باواریا را دریافت کرد. در بهار ۱۹۱۸، شاهزاده فرنتس صلیب فرماندهی نشان نظامی مکس جوزف را دریافت کرد و در ۱۶ مه ۱۹۱۸ نشان معتبر پور لی میریت را که بالاترین نشان نظامی پروس بود؛ دریافت کرد. اگرچه، در طول تابستان ۱۹۱۸، لشکر چهارم پیاده‌نظام باواریا که تحت فرماندهی او بود طی نبرد سم متحمل تلفات سنگینی شد. پس از این اتفاق جهت انجام وظایف مرز به جبهه ایتالیا منتقل شد و تا پایان جنگ در آنجا ماند.

## ازدواج
در ۱۲ ژوئیه ۱۹۱۲ شاهزاده فرنتس با پرنسس ایزابلا آنتونی کرو، دختر دوک کارل آلفرد کرو و پرنسس لودمیلا آرنبرگ ازدواج کرد. مراسم عروسی در قلعه وایلبورگ در بادن در نزدیکی وین، اتریش-مجارستان برگزار شد. این زوج شش فرزند داشتند:
- شاهزاده لودویگ باواریا (۱۹۱۳–۲۰۰۸)؛ با شاهزاده ایرمینگارد باواریا (۱۹۲۳–۲۰۱۰) ازدواج کرد.
- پرنسس ماریا الیزابت باواریا (۱۹۱۴–۲۰۱۱)؛ با شاهزاده پدرو انریکه اورلئان-براگانزا (۱۹۰۹–۱۹۸۱) ازدواج کرد.
- پرنسس آدلگوند ماریا باواریا (۱۹۱۷–۲۰۰۴)؛ با بارون زیدنکو فون هونینگ-اوکارول (۱۹۰۶–۱۹۹۶) ازدواج کرد.
- شاهزاده الیونور ماری باواریا (۱۹۱۸–۲۰۰۹)؛ با کنت کنستانتین والدبورگ-زایل (۱۹۰۹–۱۹۷۲) ازدواج کرد.
- پرنسس دوروتیا ترز باواریا (۱۹۲۰–۲۰۱۵)؛ با دوک بزرگ گوتفرید اتریش (۱۹۰۲–۱۹۸۴) ازدواج کرد.
- شاهزاده راسو باواریا (۱۹۲۶–۲۰۱۱)؛ با شاهزاده ترزای باواریا (متولد ۱۹۳۱) ازدواج کرد.

## مرگ
شاهزاده فرنتس باواریا در ۲۵ ژانویه ۱۹۵۷ در قلعه لویشتتن، اشتارنبرگ (اشتاقنبرگ)، باواریا درگذشت و در کلومباریوم در کلیسای میشائیل در مونیخ، باواریا به خاک سپرده شد.